# Robert Woolsey
Robert Woolsey (14 de agosto de 1888 - 30 de octubre de 1938) fue un actor cómico estadounidense, conocido por formar dúo en la década de 1930 con Bert Wheeler. 

## Resumen biográfico
Woolsey nació en Oakland (California). El dúo formado por Wheeler y Woolsey fue en su época tan conocido y apreciado como el que formaban Bud Abbott y Lou Costello y El Gordo y el Flaco. Junto a Wheeler recreó los papeles interpretados por ellos en Broadway en su película musical de 1929 Rio Rita. Esto les estableció como humoristas cinematográficos, haciendo comedias de gran popularidad hasta 1937, todas ellas para RKO Pictures, excepto el estreno de 1933 de Columbia So this is Africa. 
Sus filmes estaban llenas de diálogos chistosos, canciones pegadizas, juegos de palabras y gags con doble sentido. 
Entre los mejores del dúo están los siguientes: Hips Hips Hooray y Cockeyed Cavaliers (ambos de 1934, coprotagonizados por Thelma Todd y Dorothy Lee y dirigidos por Mark Sandrich, justo antes de que este director trabajara en los musicales de Fred Astaire y Ginger Rogers); The Cuckoos (basado en la obra de Clark y McCullough representada en Broadway The Ramblers), Caught Plastered, Peach O'Reno, y Diplomaniacs. 
La fama de la pareja decayó a finales de 1935. Las últimas cinco películas de Wheeler y Woolsey se vieron afectadas por una combinación de malos guiones, presupuestos escasos y direcciones poco inspiradas. Su film de 1935 The Nitwits fue versionada por Wally Brown y Alan Carney en 1946 con el título Genius at Work.
Robert Woolsey falleció a causa de un fallo renal en 1938 en Malibu (California). Fue enterrado en el Cementerio Forest Lawn Memorial Park de Glendale (California).

## Filmografía
| Año                                    | Título                         | Papel                     | Papel                              |
| Año                                    | Título                         | Wheeler                   | Woolsey                            |
| -------------------------------------- | ------------------------------ | ------------------------- | ---------------------------------- |
| 1929                                   | Small Timers (corto)           | Como él mismo             | —                                  |
| 1929                                   | Rio Rita                       | Chick Bean                | Ned Lovett                         |
| 1930                                   | The Cuckoos                    | Sparrow                   | Profesor Cunningham                |
| 1930                                   | Dixiana                        | Peewee                    | Ginger Dandy                       |
| 1930                                   | Half Shot at Sunrise           | Tommy Turner              | Gilbert Simpson                    |
| 1930                                   | Hook, Line and Sinker          | Wilbur Boswell            | Addington Ganzy                    |
| 1931                                   | Everything's Rosie             | —                         | Dr. J. Dockweiler Droop            |
| 1931                                   | Cracked Nuts                   | Wendell Graham            | Zander Ulysses Parkhurst           |
| 1931                                   | The Stolen Jools (corto)       | Como él mismo             | Como él mismo                      |
| 1931                                   | Too Many Crooks                | Albert "Al" Bennett       | —                                  |
| 1931                                   | Caught Plastered               | Tommy Tanner              | Egbert G. Higginbothom             |
| 1931                                   | Oh! Oh! Cleopatra (corto)      | Marco Antonio             | Julio César                        |
| 1931                                   | Peach O'Reno                   | Wattles                   | Julius Swift                       |
| 1932                                   | Girl Crazy                     | Jimmy Deegan              | Slick Foster                       |
| 1932                                   | The Hollywood Handicap (corto) | Como él mismo             | —                                  |
| 1932                                   | Hold 'Em Jail                  | Curley Harris             | Spider Robbins                     |
| 1933                                   | So This Is Africa              | Wilbur                    | Alexander                          |
| 1933                                   | Diplomaniacs                   | Willy Nilly               | Hercules Glub                      |
| 1933                                   | Signing 'Em Up (corto)         | Como él mismo             | Como él mismo                      |
| 1934                                   | Hips, Hips, Hooray!            | Andy Williams             | Dr. Bob Dudley                     |
| 1934                                   | Cockeyed Cavaliers             | Bert Winstanley           | Bob Maltravers                     |
| 1934                                   | Kentucky Kernels               | Willie                    | Elmer                              |
| 1935                                   | The Nitwits                    | Johnnie                   | Newton                             |
| 1935                                   | A Night at the Biltmore Bowl   | Como él mismo             | —                                  |
| 1935                                   | The Rainmakers                 | Billy                     | Roscoe Horne, the Rainmaker        |
| 1936                                   | Silly Billies                  | Roy Banks                 | Prof. Philip "Painless" Pennington |
| 1936                                   | Mummy's Boys                   | Stanley Wright            | Aloysius C. Whittaker              |
| 1937                                   | On Again — Off Again           | William Hobbs             | Claude Augustus Horton             |
| 1937                                   | High Flyers                    | Jeremiah "Jerry" Lane     | Pierre Potkin                      |
| 1939                                   | The Cowboy Quarterback         | Harry Lynn                | —                                  |
| 1942                                   | Las Vegas Nights               | Stu Grant                 | —                                  |
| 1950                                   | Innocently Guilty              | Hodkinson G. Pogglebrewer | —                                  |
| "—" indica que no actuaba en ese film. |                                |                           |                                    |